# フリートラント (ニーダーザクセン)
フリートラント (ドイツ語: Friedland, ドイツ語発音: [ˈfriːtlant]) は、ドイツ連邦共和国ニーダーザクセン州ゲッティンゲン郡に属す町村（以下、本項では便宜上「町」と記述する）である。同州の最南部に位置し、ヘッセン州、テューリンゲン州との三州境界にも近い。

## 地理

### 自治体の構成
自治体としてのフリートラントには、以下の14の地区が含まれる。
| - バレンハウゼン - ダイデローデ - エルカースハウゼン - フリートラント - グロース・シュネーン - クライン・シュネーン - リヒテンハーゲン | - ルドルフスハウゼン - モレンフェルデ - ニーダーガンデルン - ニーデルンイェーザ - レッカースハウゼン - ライフェンハウゼン - シュトックハウゼン |

### フリートラント地区
この集落は元々は「国を平和にする」を由来とする領主の城フリートラント城を端緒とする。この城は1285年に初めて文献に記録され、三十年戦争で破壊された。この城はテューリンゲン、ヘッセンとの国境防衛に用いられ、後にはゲッティンゲン防衛線とも関連がある。ここはいわば国境監視所の役割を担っていたのである。1743年にその城趾は大部分が更地にされ、得られた資材は当時の役所（後に「城館」と呼ばれ、現在は社会福祉施設となっている）や十分の一税倉庫、粉挽き小屋などの建設に転用された。

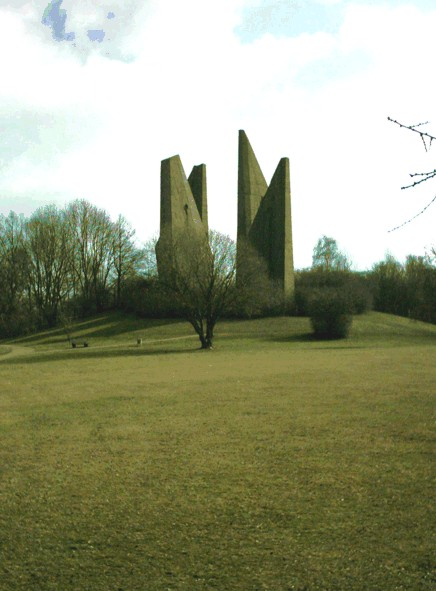
帰還者の記念碑

フリートラントは、旧ドイツ東部領土からドイツ人追放で放逐されたドイツ人難民達を収容するために造られた越境者収容所で知られていた。この収容所は、フリートラントに疎開していたゲッティンゲン大学農業試験場の敷地にイギリスの占領軍政府が建設したものである。1945年9月20日に運用が開始された。
3つの管理地区（ニーダーザクセン＝イギリス、ヘッセン＝アメリカ、テューリンゲン＝ソヴィエト）の境界に位置するフリートラント収容所は、ハノーファーとカッセルとを結ぶ重要な鉄道路線（ベーブラ - ゲッティンゲン線）沿いに位置し、難民収容所として絶好の位置にあった。第二次世界大戦後、戦争捕虜になっていた何十万人もの帰還者がフリートラントに収容された。1955年に最後の捕虜がソヴィエトから帰還し、当時の連邦首相コンラート・アデナウアーは帰還者達に感謝した。1957年、収容者の社会復帰を援助するためのフリートラント援助協会が組織された。帰還者の入所の際にはフリートラントのコラールとして「Nun danket alle Gott」が歌われた。
その後、この収容所はドイツ民主共和国（東ドイツ）からの越境者を収容する収容所として利用され、現在では Spätaussiedler（東欧から旧西ドイツ地域に遅れて移住した人々。この語は1993年から公用の用語となっている。）のための受け入れ先として知られている。2002年10月以降（一説には2001年以降）フリートラント収容所はドイツで唯一の Spätaussiedler の受け入れ先となっている。このフリートラント越境者収容所は連邦行政局の管理下にある。
この集落の高台に1967/68年に帰還者記念碑が建立された。その中央には「憎しみを乗り越えた人々 ― あなた方を和解させ、平和に貢献した人々 ― が互いに橋を築く」と記されている。その記念の場所の芸術的な造形はハンス・ヴァハターによる。
1973年1月1日に14の村落が合併して新しい自治体が形成されたとき、「フリートラント」の名前が採用されたことで、「フリートラント」という名前の知名度は決定的となった。
この集落には2つの幼稚園（プロテスタント教会とカトリック教会が経営母体）と基礎課程学校が1校ある。特にフリートラント基礎課程学校は英才助成教育のモデル校の機能を担っている。フリートラント数学工房では計算障害児童も天分豊かな児童も、極めてはっきりと数学を理解することができる。学習困難児も目に見えて成果をあげている（各クラスに児童は20人以下である）。2008年8月からフリートラント基礎課程学校は公共の全日制基礎課程学校となった。（重点科目: 音楽/演劇/舞踊、スポーツ、工学/自然科学/数学、栄養と運動、芸術）

### グロース・シュネーン地区
グロース・シュネーンは、新石器時代の出土品が示すように、ライネ川流域で最も古い入植地である。グロース・シュネーンは1022年に初めて文献に記録されている。
現在のこの地区は、それぞれ固有の教会を有する2つの部分からなる。グロース・シュネーンの象徴は、ミューレンベルクの樹齢約千年のオークである。ここは中世にはアムト・フリートラントの重罪刑事裁判所であった。この集落は地形の影響によりボウリングのピンの形をしている。南に高さ 247 m のアインツェルベルクがあり、北西にはミューレンベルクがある。その支脈はライネ川のすぐ近くにまで達している。
ライネ川を越える平らな窪地と大変に肥沃な土壌であることから、この村落はかつて多くの人に労働と日々の糧を与えていた。現在は、上級中心都市のゲッティンゲンへの便が良い位置にあることを特徴としている。このため近年は多くの住宅地・産業地区が開発されている。
グロース・シュネーンは、自治体フリートラントの下級中心地に発展し、あらゆる基本的な社会資本施設がある。幼稚園、託児所、基礎課程学校、本課程・実科学校および生活必需品や健康用品の販売所である。グロース・シュネーンは自治体フリートラントの行政中心であり、警察署もある。多世代交流館が2007年12月6日に完成した。ここには保育所「バンボーラ」もある。
グロース・シュネーンには豊富なサークル・文化生活がある。それは毎年9月第2週末の民俗祭で最高潮に達する。これは、グロース・シュネーンのキルメス（教会開基祭）または、地元の人からは愛情込めて低地ドイツ語で、ウーゼ・ケルメッセと呼ばれる。この祭は1705年の聖ミヒャエリス教会の聖別を記念して始まった。この教会は、その82年前に三十年戦争の混乱で、村の全域とともに灰燼に帰した先代教会の後継として建設されたものである。

### クライン・シュネーン地区
クライン・シュネーンは1036年に初めて文献に記録されている。北西にある高さ 283 m のドラムベルクと、南西にある高さ 276 m のアイヒェンベルク及びローベルクのそれぞれの支脈がクライン・シュネーンの天然の境界を形成している。グロース・シュネーンと同様クライン・シュネーンもゲッティンゲン周辺領域で最も古い定住地の一つであり、集落の南端から新石器時代の定住跡が発見されている。集落の南東には多くの池がある。
細切れにされた曲がり角の多い通りや路地がこの集落の特徴である。さらに敷地を囲む壁や一部には奇妙な丸屋根を見ることができる大きな家畜小屋を備えた堂々たる騎士の屋敷もある。近くに建つ教会は、木組み建築に囲まれた路地の牧歌的なものである。

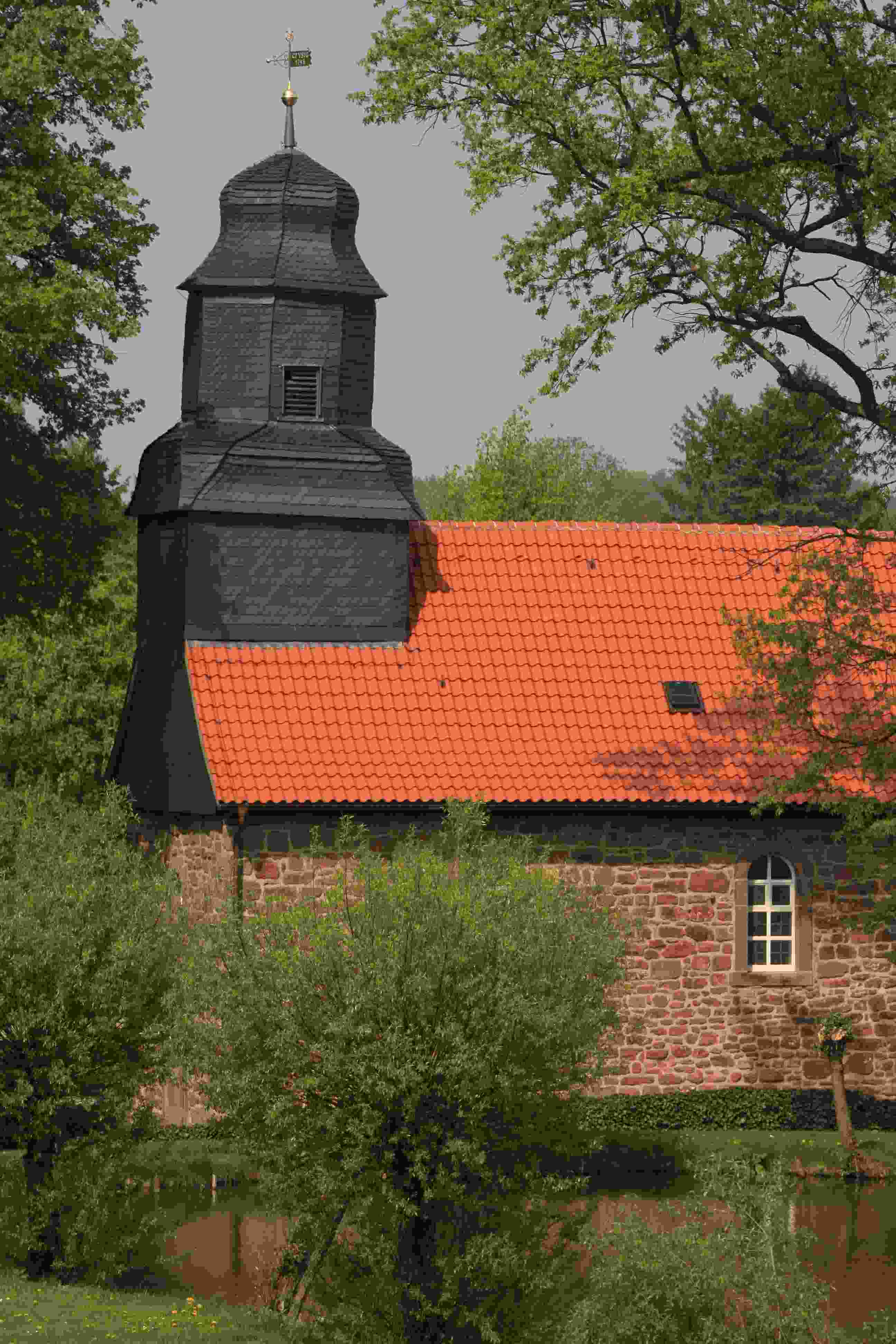
リヒテンハーゲンの教会と防火用貯水池

### リヒテンハーゲン地区
リヒテンハーゲンは1318年に初めて文献に記録されている。この集落は郡内で3番目に高いところにある集落である。
地図に載っていないにもかかわらず、リヒテンハーゲンは比較的簡単に見つけることができる。この集落はニーダーザクセン州＝ヘッセン州＝テューリンゲン州のいわゆる三州境界から数 km しか離れておらず、かつての東西ドイツ国境に面していた。このため、国境開放までは税関役人と国境警備のための警官およびその家族の駐在地であった。
南に約 2 km を東西に走るアウトバーン A38 号線は、森が豊かで（ラインハウゼンの森、ヒュッテンホルツ）山がちな周囲の地形のために、この付近では長さ 1.7 km 以上のハイトコプフトンネル（「ドイツ統一のトンネル」）と通っており、顕著な役割を果たしてはいない。こうした環境は多くのワンデリング客を山歩きへと誘っている。
リヒテンハーゲンは特徴的な三角形のアンガー型村落（中央に共有地を有する集村）で、中央には教会があり、その傍らの消防用貯水池とともに絵画的な風景を生んでいる。

### ライフェンハウゼン地区
1118年に初めて記録されているライフェンハウゼンは南西に開けた大きな谷に位置しており、森の豊かな丘陵や野原に囲まれている。集落の風景は、古いが修復された木組み建築、広場状に幅を拡げたバッハ通りとシュライアーバッハ川によって特徴づけられている。砂岩の壁で囲まれた木立のある民会場や教会、その目前にあるルター記念碑、牧師館や幼稚園が集落の中心を形成している。
シュライアーバッハ川の上流、キャンプ場のすぐ横に広がる標識のある森の遊歩道網脇に堂々たる岩が置かれている。村のこちら側には森のスイミングプールがあり、2008年に完全に改造・拡張がなされた。近くにあるスポーツ施設（体育館、サッカー場、テニスコート）とともに TSV ライフェンハウゼンによって運営されている。村の公民館は、図書館、青少年スペース、共同冷凍庫、乾燥機、サウナ、果実酒の醸造施設、郷土資料室、畜殺場といった施設を備えている。
2010年ライフェンハウゼンの住民によってバイオエネルギー村ライフェンハウゼン eG の暖房網が組織され、これにより村の約半数の家がバイオガスの施設の余熱供給を受けている。村の店舗の存続は、資金融資システムを通してライフェンハウゼン住民に支えられている。ライフェンハウゼンに属す森の木材利用は、免許を有する実務委員会に組織化されている。

## 行政

### 紋章
図柄: 銀地の紋章で、目立つのはハーゲンベルク（紋章上は緑）のフリートラント記念碑（紋章上は赤）である。紋章下部の緑色部分中央には4本スポークの輪（銀色）が描かれている。
旧アムト・フリートラントの管区はおおむね現在の自治体としてのフリートラントと重なる。この歴史上の事実は紋章下部の4本スポークの輪（裁判権の象徴）によって象徴されている。
フリートラントとその周辺地域の戦後史は、フリートラント収容所によって特徴付けられている。それは、町の名前を世界的に有名にしただけではなく、かつての人口を倍加させることにも寄与した。フリートラント集落の知名度は、周辺の14の集落が合併して形成された新しい自治体が、グロース・シュネーンに行政機能を置いたにもかかわらず、「フリートラント」の名前を採用したことで決定的になった。
多くの人々にとって、フリートラントの名前は、イメージや記憶の中でハーゲンベルクのフリートラント記念碑と密接に結びついており、このためこの町の象徴として紋章に描かれることとなった。彩色の選択には、紋章学的配慮の他に、朝日や夕日を受けて記念碑の灰色のセメントンの柱が赤く染まるということが影響している。

## 引用
1. ↑  Landesamt für Statistik Niedersachsen, LSN-Online Regionaldatenbank, Tabelle A100001G: Fortschreibung des Bevölkerungsstandes, Stand 31. Dezember 2023
2. ↑  Max Mangold, ed (2005). Duden, Aussprachewörterbuch (6 ed.). Dudenverl. p. 342. ISBN 978-3-411-04066-7